# Microrregión de Pelotas
La microrregión de Pelotas es una de las microrregiones del estado brasileño de Río Grande de Sur perteneciente a la mesorregión del Sudeste Rio-Grandense. Su población fue estimada en 2005 por el IBGE en 501.328 habitantes y está dividida en diez municipios. Posee un área total de 10.316,601 km².

## Municipios
- Arroio do Padre
- Canguçu
- Capão do Leão
- Cerrito
- Cristal
- Morro Redondo
- Pedro Osório
- Pelotas
- São Lourenço do Sul
- Turuçu

- Datos: Q2455920